# الوكالة المركزية لشراء الطاقة
وكالة ضمان شراء الطاقة المركزية (CPPA-G) هي مشغل السوق في باكستان وتقوم بتسهيل إنتقال سوق الطاقة من المشتري الوحيد الحالي إلى سوق تنافسية.
تأسست عام 2015 وتم فصلها عن الشركة الوطنية للنقل والتحكم . 